# Міке Баль
Міке Баль (нід. Mieke Bal) (* 14 березня 1946) — нідерландська літературознавиця, історикиня культури, історикиня мистецтва. З 1991 року є професоркою теорії літератури Амстердамського університету. Засновниця і перша директорка Амстердамського інституту культурологічних студій (Amsterdam School for Cultural Analysis, Theory and Interpretation (ASCA)).

## Життєпис
Народилася 14 березня 1946 року. 1977 року захистила докторську дисертацію з французького та порівняльного літературознавства в Утрехтському університеті. З 1987 до 1991 року працювала директоркою постдокторальної програми Інституту іноземних мов, літератур та лінгвістики при Рочестерському університеті (Нью-Йорк). З 1991 по 1996 роки працювала в цьому ж університеті гостьовою професоркою з візуальних та культурологічних студій. Та з 1991 року головне місце роботи — професорство в Амстердамському університеті.
2003 року Міке Баль брала участь у роботі над фільмом про арабських мігрантів у Франції.
У 2004—2005 роках разом з митцем Шарамом Ентекабі підготувала серію відео на тему «міграція»: Glub, Road Movie, Lost in Space, eye contact.

## Наукові інтереси
До кола наукових інтересів Баль входять теорія літератури, семіотика, культурологія, постколоніальна і феміністична теорія, романістика, дослідження Старого Заповіту, сучасної культури, а також культура XVII століття. Праці Баль зазнали впливу таких вчених, як Джудіт Батлер, Юлія Кристева, Ґаятрі Чакраворті Співак, Жиль Дельоз, Жак Дерріда, Гомі Бгабга.
Після публікації програмної роботи The Practice of Cultural Analysis: Exposing Interdisciplinary Interpretation (1999) Баль розглядають як прихильницю реформування гуманітарних наук у напрямку розвитку нового аналізу культури, що має відбуватися на інтердисциплінарному рівні, при цьому слід уникати певної методичної непрозорості, спрощень та довільності, характерних для деяких підходів у культурології американського зразка (Cultural Studies). У книзі представлені як теоретичні концепти, так і практичні можливості застосування такого роду аналізу культури. Робота перекладена німецькою, іспанською і китайською мовами.

## Вибрана бібліографія
- Kulturanalyse (редактура і післямова - Thomas Fechner-Smarsly і Sonja Neef, 2000, 2002)
- The Practice of Cultural Analysis: Exposing Interdisciplinary Interpretation (редактура, 1999)
- Quoting Caravaggio: Contemporary Art, Preposterous History (1999)
- Hovering between Thing and Event: Encounters with Lili Dujourie (1998)
- The Mottled Screen: Reading Proust Visually (1997)
- Double Exposures: The Subject of Cultural Analysis (1996)
- Reading Rembrandt: Beyond the Word-Image Opposition (1991, 1994)
- Lethal Love: Feminist Literary Readings of Biblical Love Stories. (1987)
- Murder and difference: gender, genre, and scholarship on Sisera's death. (1987)
- Femmes au risque d'une narratologie critique. (1986)
- De theorie de vertellen en verhalen: inleiding in de narratologie. (1986)
- En Sara in haar tent lachte-- : patriarchaat en verzet in bijbelverhalen. (1984)
- Inleiding in de literatuurwetenschap. (mit Jan Van Luxemburg und Grietje van Ginneken, 1981)
- Literaire genres en hun gebruik. (1981)
- De theorie van vertellen en verhalen. (1980), englisch: Narratology: introduction to the theory of narrative. (1985, 1997)
- Mensen van papier: over personages in de literatuur. (1979)
- Narratologie: essais sur la signification narrative dans quatre romans modernes. (1977)
- La Complexite d'un roman populaire: ambiguite dans «La Chatte». (1974)